# Cressa truxillensis
Cressa truxillensis är en vindeväxtart som beskrevs av Carl Sigismund Kunth. Cressa truxillensis ingår i släktet Cressa, och familjen vindeväxter. Inga underarter finns listade i Catalogue of Life.

## Bildgalleri

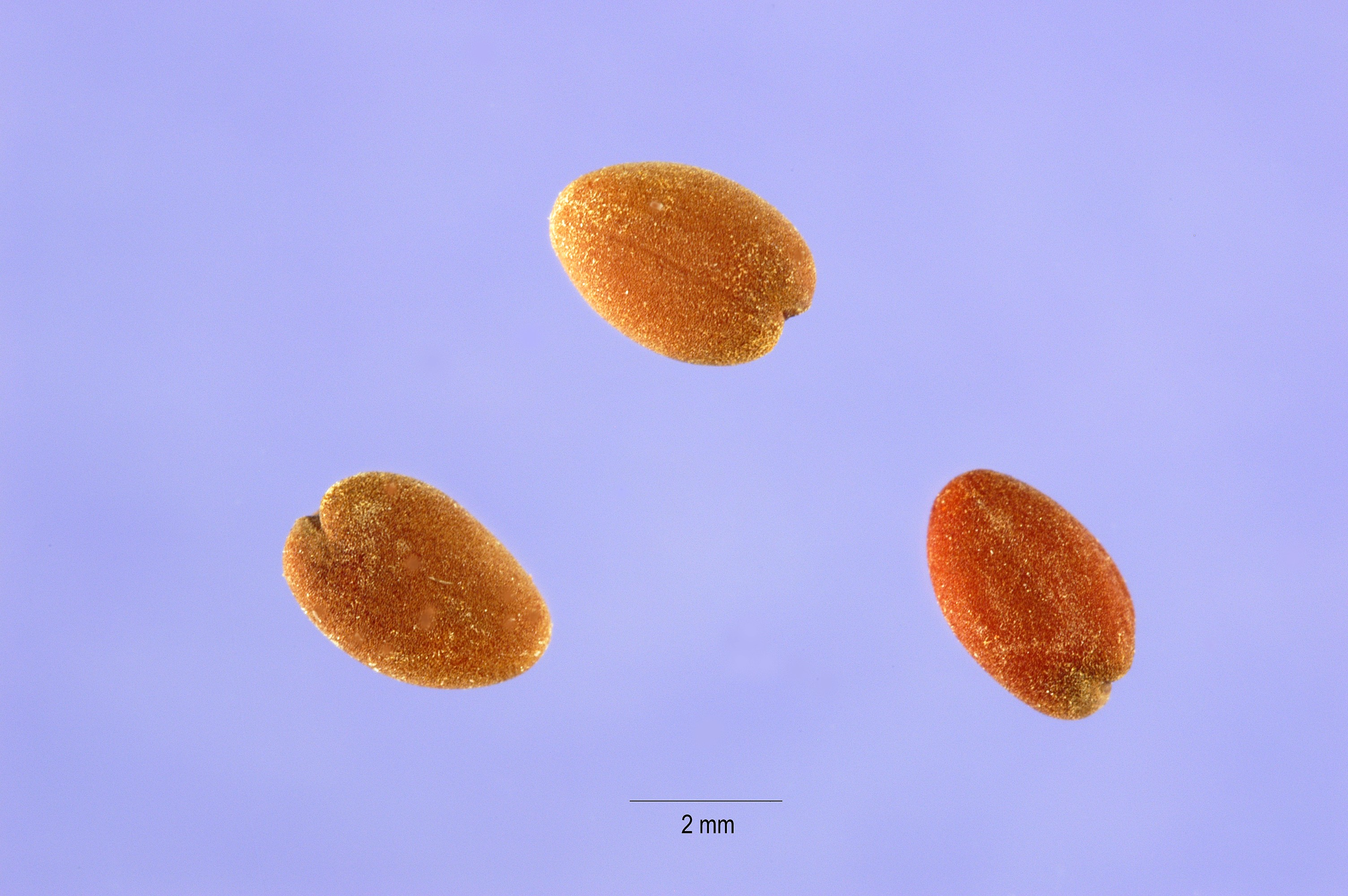
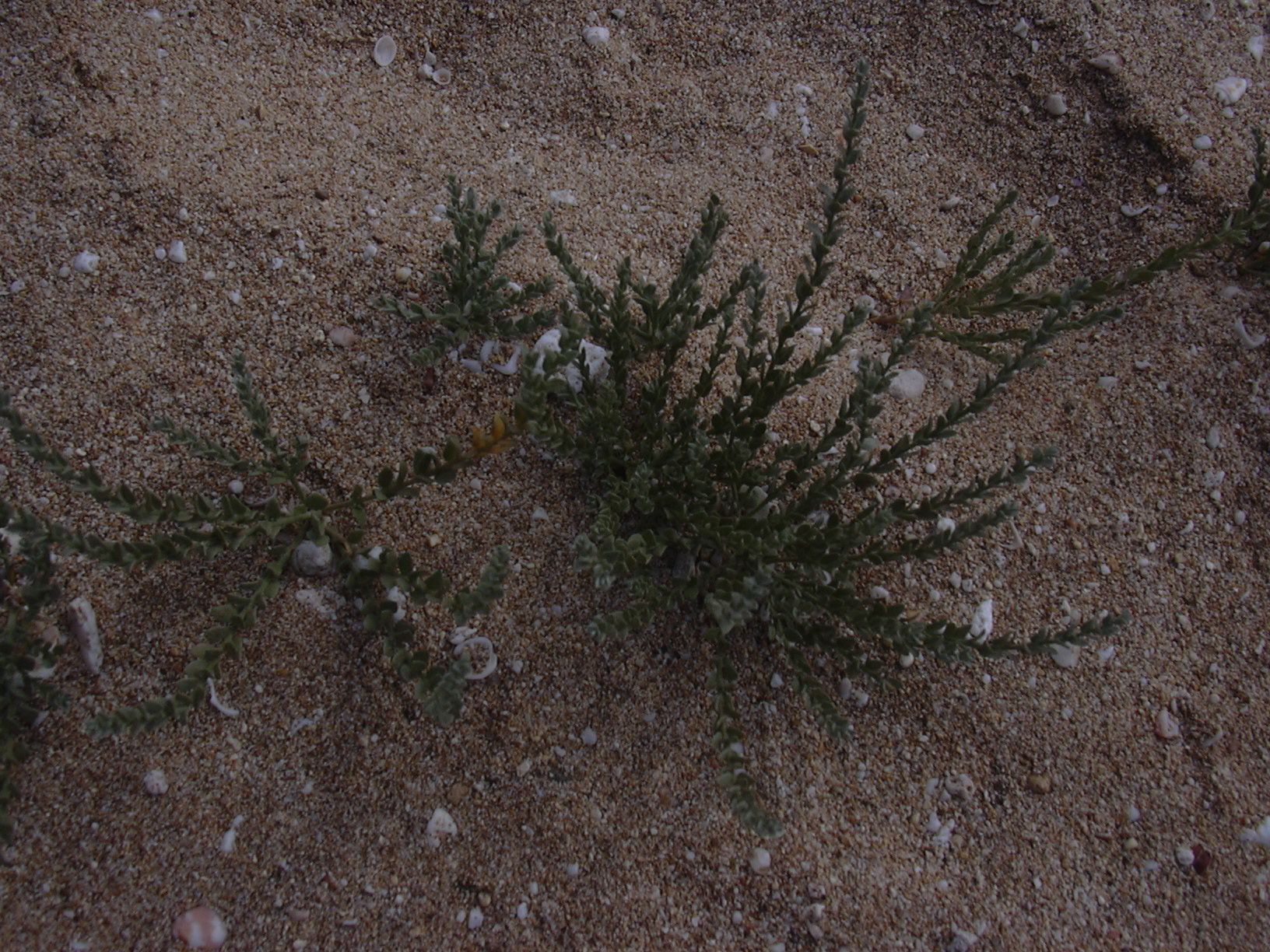
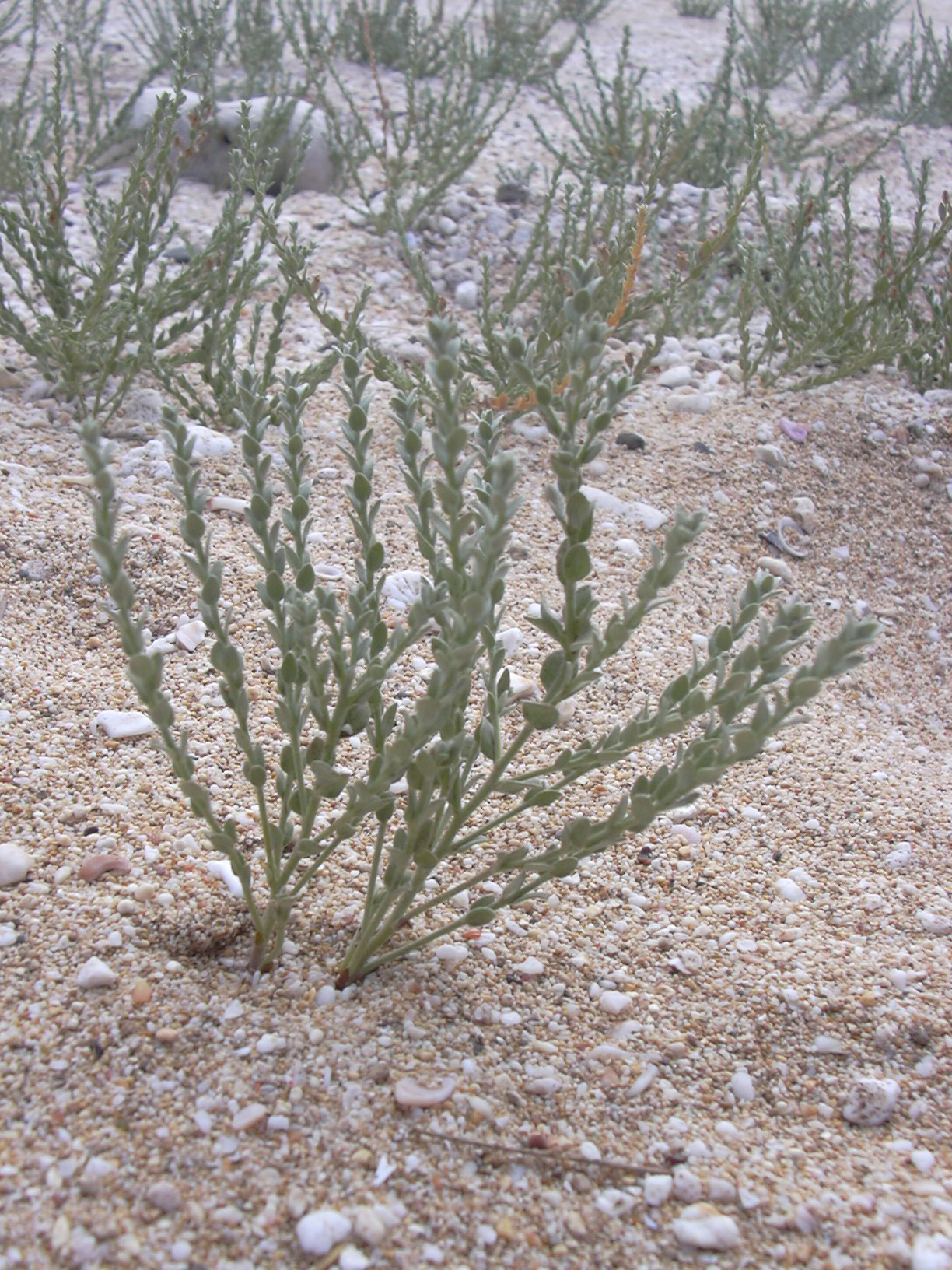
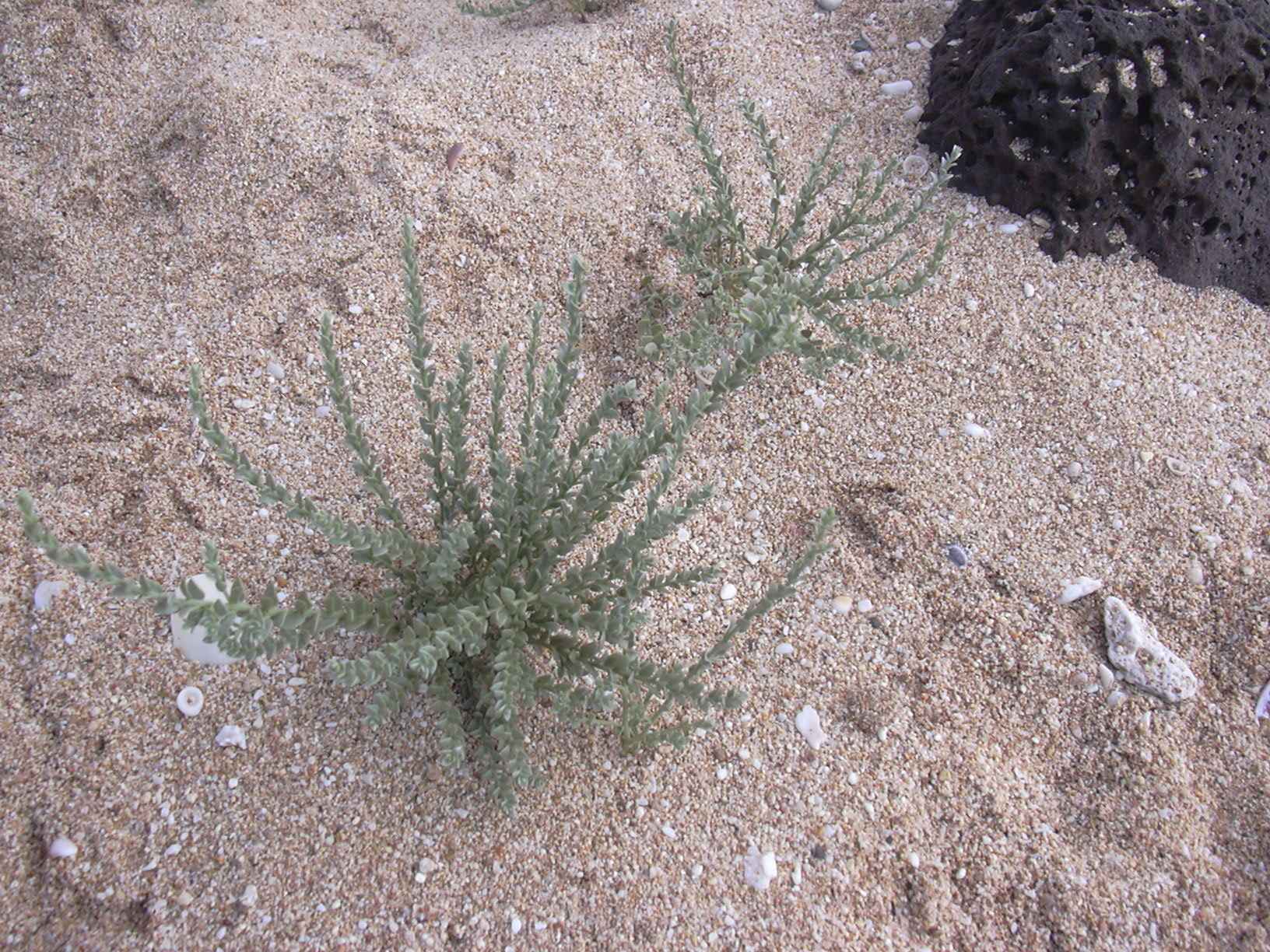